# Żurawlówka
Żurawlówka is een Pools dorp van 200 inwoners in het administratief district Huszlew in de powiat Łosicki, Mazovië. Het ligt op ong. 4 km van Huszlew, op 16 km van Łosice en op 127 km van Warschau.